# Кабинет Дюпюи

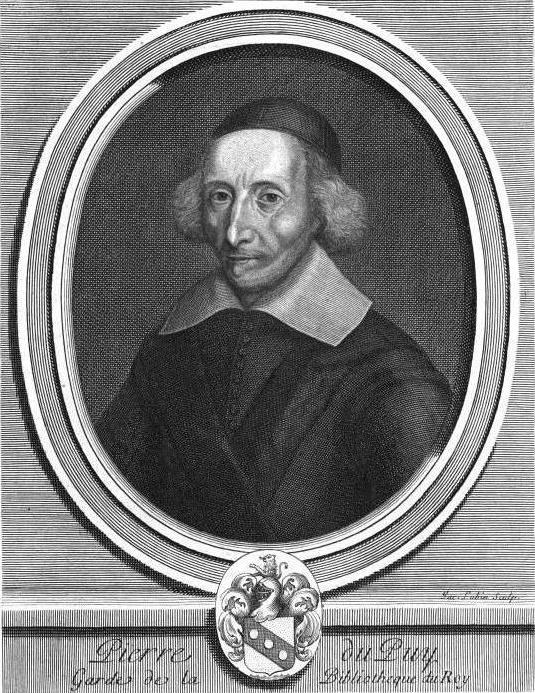
Пьер Дюпюи. Гравюра из издания: Charles Perrault, Les Hommes illustres qui ont paru en France pendant ce siècle, Paris, 1696

Кабинет Дюпюи (фр. Cabinet Dupuy) — научное общество, существовавшее в Париже в XVII веке под патронажем братьев Пьера (1582—1651) и Жака Дюпюи (1591—1656).

## Создание Кабинета
Братья Дюпюи были сыновьями незначительного адвоката Клода Дюпюи (1545—1594). Его карьера пошла в гору после того, как он женился на племяннице президента парижского парламента Кристофа де Ту. Сын Кристофа, Жак Огюст де Ту, помимо официальных должностей, с 1593 года и до своей смерти в 1617 году был хранителем королевской библиотеки. В этой должности ему должен был наследовать его сын Франсуа Огюст де Ту, однако в связи с его малолетством обязанности перешли к Никола Риго, а затем к Пьеру Дюпюи. Братья Дюпюи, к тому времени адвокаты парламента, были назначены своим кузеном Жаком Огюстом де Ту опекуном его сына — в своё время Жак Огюст сам был их опекуном. Переселившись в особняк де Ту на рю-де-Пуатвен, братья получили доступ к его огромной библиотеке, что положило начало одному из главных центров так называемой «республики учёных». Взяв за образец многочисленные итальянские академии, к тому времени появившиеся во всех крупных городах, братья Дюпюи решили сделать дом де Ту (теперь, фактически, свой дом) местом, где «почтенные люди могли бы собраться для учёного и приятного общения» (фр. qu'ils reçurent chez eux les honnêtes gens qui s'y voulaient assembler, pour faire une conversation savante et agréable). Аналогичных принципов придерживались в кружках поэта Франсуа де Малерба (с 1610 по 1628 годы) и Марии де Гурне. Первоначально кружок братьев Дюпюи назывался «Академией»; под именем «Кабинет» он впервые появляется в письме Никола Риго от 25 августа 1633 года. Точные причины этого переименования не известны. Возможно, это произошло из-за учреждения Французской академии на основе кружка Валантэна Конрара в 1634 году.

## Деятельность Кабинета

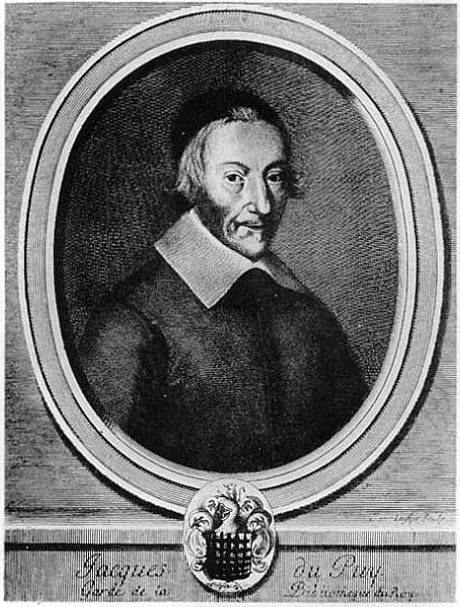
Жак Дюпюи. Гравюра, Национальная библиотека Франции

Вокруг Кабинета сформировалось сообщество интеллектуалов, прежде всего адвокатов, парижских и провинциальных. Среди них были Жан Корде, Клод де Сомез, Жером Биньон, Габриэль Ноде, Ги Патен и других. В XVII веке профессия адвоката не исключала глубокого интереса к классическому наследию: один из членов Кабинета Шарль Аннибаль Фабро был знаменит подготовленным им монументальным изданием свода византийского права IX века «Василики». Кабинет поддерживал отношения по переписке и с провинциальными учёными-эрудитами, среди которых первым следует упомянуть Никола-Клода Фабри де Пейреска из Экс-ан-Прованса. Когда в 1621 году после побега из тюрьмы Лувестейн в Париже оказался юрист Гуго Гроций, он был тепло принят в этом кружке. Написанная в честь этого события Гроцием поэма «Silva ad Thuanum» была посвящена Франсуа Огюсту де Ту и содержала комплименты братьям Дюпюи и другим членам Кабинета. При этом, стать членом Кабинета было не очень просто, и не которым претендентам в этом было отказано; молодой Жак-Бенинь Боссюэ, впоследствии знаменитый проповедник, был принят только по рекомендации одного из друзей братьев. Членом общества был мастер эпистолярного жанра Жан-Луи Гез де Бальзак, чьи интересы включали также античную словесность. Поэт и критик Жан Шаплен был высоко ценим членами Кабинета за справедливость своих суждений и безупречный вкус. Другом братьев Дюпюи был филолог Жиль Менаж.
Собрания Кабинета как правило происходили ежедневно во второй половине дня в библиотеке Дюпюи (в 1645—1656 собрания происходили в Королевской библиотеке на рю де ла Арп) в форме свободного общения на свободную тему. Обсуждались вопросы философии, литературы, политики, науки с уклоном в изящную словесность. Какой-либо программы исследований у Кабинета также не было. Фактически, единственным правилом была свобода выражение мнения каждого участника. Такой формат оказался весьма долговечным и пережил обоих братьев Дюпюи, сначала под руководством Исмаэля Буйо, потом Дени Гранье де ла Ривьер (Denis Granier de La Rivière). После 1680 года о существовании Кабинета не известно. По другим сведениям, Кабинет существовал как минимум до 1696 года.